# Esslingeriana idahoensis
Esslingeriana idahoensis — вид грибів, що належить до монотипового роду Esslingeriana.